# Drapeau fédéraliste
Le drapeau fédéraliste, aussi appelé drapeau du Mouvement européen ou encore drapeau au « E » vert, est un drapeau non officiel utilisé par certains groupes fédéralistes européens.

## Histoire
En 1948, à l'occasion du Congrès de la Haye, un drapeau similaire à l'actuel apparait, la couleur du « E » étant alors rouge. Ce congrès abouti à l'émergence de deux groupes, les unionistes et les fédéralistes. Ces derniers fondent la même année le Mouvement européen qui adopte le drapeau fédéraliste vert et blanc comme emblème.
Le drapeau évoque selon Paul Reynaud un « caleçon blanc séchant sur un pré ».

Proposition de drapeau effectuée à la suite de la crise financière de la fin des années 2000 afin de remplacer le drapeau actuel.